# صداع نصفي شبكي
الشقيقة الشبكية أو الصداع النصفي العيني أو الشقيقة العينية (بالإنجليزية: Retinal migraine أو ophthalmic migraine أو ocular migraine)‏ هو مرض عيني تصاحبه عادة أعراض صداع مرض الصداع النصفي وعادة ما تظهر الأعراض على عين واحدة فقط. سببه احتشاء أو تشنج وعائي داخل أو خلف العين المصابة. وعادة ما يتم الخلط بينه وبين الشقيقة الإبصارية أو الصداع النصفي الإبصاري.
الصداع النصفي العيني والصداع النصفي البصري حالتان مرضيتان قد يحصل فيهما الالتباس مع حالة تصيب الدماغ (وهي الانضغاط اللحائي المنتشر) وتظهر فيها أعراض متشابهة مثل العتمة الوامضة  وتصيب العينين وأعراض صداع تشبه أعراض الصداع النصفي.